# Max Rubensohn
Max Rubensohn (* 21. November 1864 in Höxter; † 1913 in Kassel) war ein deutscher Altphilologe und Literaturhistoriker. Er wurde vor allem mit Forschungen über die deutsche Rezeption der altgriechischen Literatur während der Frühen Neuzeit und mit Studien über Martin Opitz und sein Umfeld bekannt.

## Leben
Rubensohn war der Sohn eines Uhrmachers. Er wuchs in Höxter (bis 1873) und Kassel auf und studierte ab 1883 Klassische Philologie, Alte Geschichte und Germanistik in Berlin. Zu seinen Lehrern gehörten Hermann Diels, Theodor Mommsen, Wilhelm Scherer und Johannes Vahlen, bei dem er 1888 promovierte. Seine Dissertation war Hermann Diels gewidmet. Im Anschluss widmete sich Rubensohn als Privatgelehrter seinen wissenschaftlichen Interessen. Seinen Lebensunterhalt bestritt er durch eine ausgedehnte publizistische Tätigkeit in Tageszeitungen und Rundschauzeitschriften. Er lebte zunächst weiterhin in Berlin, wo er unter anderem Mitglied der Gesellschaft für deutsche Literatur war, später in Hannover und Kassel.
Sein Vetter war der Archäologe Otto Rubensohn (1867–1964).
Rubensohns Hauptwerk ist seine umfassend eingeleitete und kommentierte Ausgabe deutscher Übersetzungen altgriechischer Epigramme zwischen Renaissance und Barock (1897). Stark rezipiert wurden zudem seine biografischen und werkgeschichtlichen Studien zu Martin Opitz, die zwischen 1896 und 1899 in der Zeitschrift Euphorion erschienen.

## Schriften (Auswahl)
- Crinagorae Mytilenaei Epigrammata edidit prolegomenis commentario verborum indice illustravit Maximilianus Rubensohn. Berolini 1888 (Dissertation)
- Griechische Epigramme und andere kleinere Dichtungen in deutschen Übersetzungen des XVI. und XVII. Jahrhunderts. Mit Anmerkungen und ausführlicher Einleitung hrsg. von Max Rubensohn. Weimar 1897 (Bibliothek älterer deutscher Übersetzungen 2-5)
- Das wiedergefundene Bildnis des jungen Schiller.Johannes Vahlen zu seinem 80. Geburtstag von einem seiner Schüler, der – wie so viele andre – des geliebten Lehrers unvergleichlicher, auf die Urkunden jeder Zeit und jeder Art übertragbarer philologischer Methode fast sein ganzes wissenschaftliches Dasein zu verdanken hat, als ein kleines Zeichen innigster Verehrung gewidmet. Braunschweig 1910
- Studien zu Martin Opitz. Mit einem wissenschaftshistorischen Nachwort hrsg. von Robert Seidel. Heidelberg 2005 (Beihefte zum Euphorion 49)